# Диегис, Карлус
Карлус Жозе Фонтис «Кака́» Диегис (порт.-браз. Carlos José Fontes «Cacá» Diegues; 19 мая 1940, Масейо — 14 февраля 2025, Рио-де-Жанейро) — бразильский кинорежиссёр, один из лидеров нового кино.

## Биография
Окончил юридический факультет Католического университета в Рио-де-Жанейро. В университете отличался общественной активностью, в эти же годы начал заниматься кино, организовал киноклуб, стал снимать любительские ленты. В конце 1950-х — начале 1960-х годов — один из наиболее активных представителей бразильского нового кино. Близкий друг Глаубера Роши.
В 1969 году из-за преследований полиции был вынужден эмигрировать. Жил в Италии и Франции. В 1972 году вернулся на родину. С 2018 года — член Бразильской академии литературы.
Первая жена — Нара Леан. Их дочь Изабел Диегис (род. в 1970) — сценарист и режиссёр.
Карлус Диегис скончался 14 февраля 2025 года в Рио-де-Жанейро в возрасте 84 лет.

## Избранная фильмография
- 1960: Fuga (короткометражный)
- 1961: Domingo (короткометражный)
- 1962: Cinco vezes Favela
- 1963: Ganga Zumba
- 1966: A Grande Cidade
- 1967: Os Filhos do Medo (телевизионный)
- 1967: Oito Universitários (короткометражный)
- 1970: Os herdeiros
- 1972: Quando o Carnaval Chegar
- 1973: Joanna Francesa (в заглавной роли — Жанна Моро)
- 1976: Xica da Silva (две премии Бразильского фестиваля национального кино)
- 1978: Летние дожди/Chuvas de Verão (Золотой Колумб на МКФ в Уэльве)
- 1979: До свидания, Бразилия/Bye Bye Brasil (номинация на Золотую пальмовую ветвь)
- 1984: Quilombo (номинация на Золотую пальмовую ветвь)
- 1987: Um Trem para as Estrelas (номинация на Золотую пальмовую ветвь)
- 1989: Dias Melhores Virão
- 1994: Veja Esta Canção (премия МКФ в Гаване)
- 1996: Tieta do Agreste (основан на романе Жоржи Амаду) (номинация на Золотую раковину Сан-Себастьянского МКФ)
- 1999: Orfeu (две номинации на Бразильскую кинопремию, номинация на Золотую раковину Сан-Себастьянского МКФ, премия МКФ в Картахене)
- 2003: Бог — бразилец/Deus É Brasileiro (номинация на премию МКФ в Картахене)
- 2006: O Maior Amor do Mundo (премия Северной и Южной Америки на МКФ в Монреале, номинация на лучший фильм на МКФ в Мар-дель-Плата, специальное упоминание на этом фестивале)
- 2006: Nenhum Motivo Explica a Guerra
- 2018: O Grande Circo Místico

## Признание
- Член жюри Каннского МКФ (1981), конкурса короткометражных фильмов Каннского МКФ (2010).
- Премия Института Луи Люмьера в честь столетия кинематографа (1995, Лион).
- Премия Роберто Росселлини за совокупность творчества (2008, Рим).